# Chafariz das Cinco Ribeiras (Cinco Ribeiras)

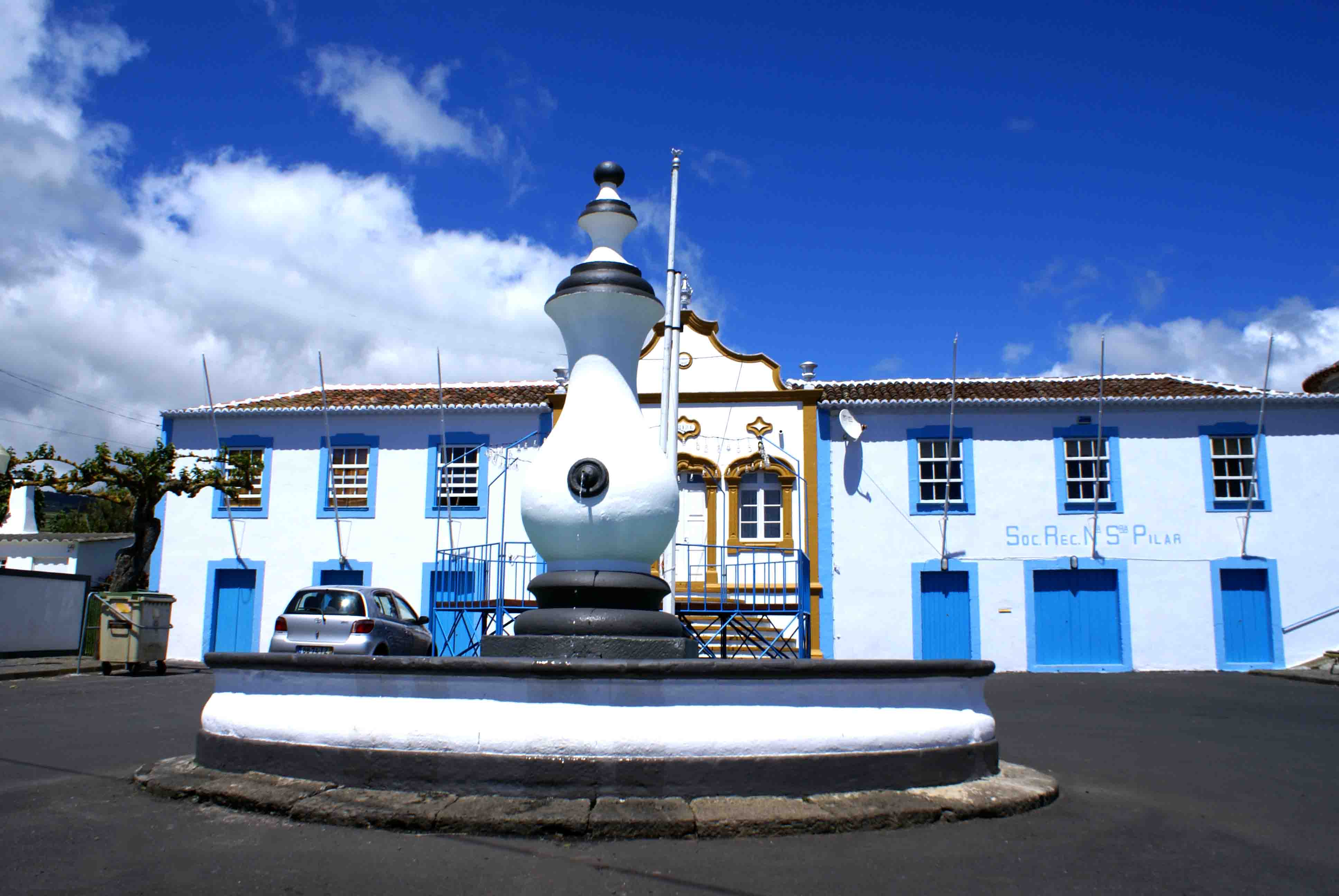
Chafariz das Cinco Ribeiras, Ilha Terceira.

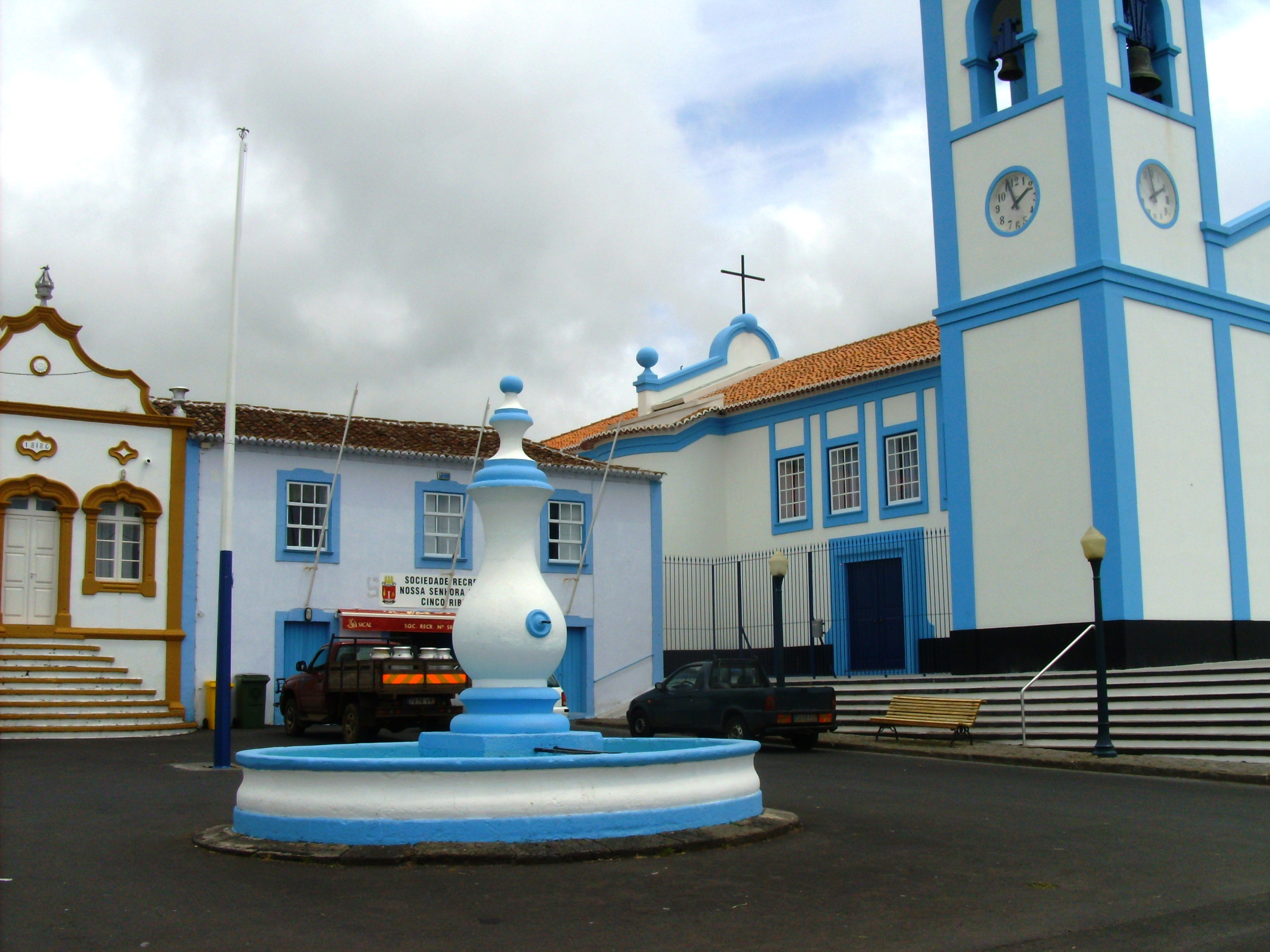
Chafariz das Cinco Ribeiras.

O Chafariz das Cinco Ribeiras localiza-se na freguesia das Cinco Ribeiras, no concelho de Angra do Heroísmo, na Ilha Terceira, nos Açores.
Considerado como "Ex libris" da freguesia, trata-se de um exempar de chafariz único na Terceira pelo seu estilo arquitectónico.
Foi construído em 1890 e apresenta o formato de um talhão estilizado.